# Championnats d'Europe de lutte 1990
Navigation
Édition précédente Édition suivante
Les Championnats d'Europe de lutte 1990 se sont tenus à Poznań (Pologne) en 1990.

## Podiums

### Hommes

#### Lutte libre
| Épreuves | Or                    | Argent              | Bronze             |
| -------- | --------------------- | ------------------- | ------------------ |
| 48 kg    | Romica Rasovan        | Marian Nedkov       | Reiner Heugabel    |
| 52 kg    | Šaban Trstena         | Vladimir Togusov    | Ivan Tsonov        |
| 57 kg    | Rumen Pavlov          | Laszlo Miklosch     | Ali Alisultanov    |
| 62 kg    | Ralf Lyding           | Karsten Polky       | Rosen Vasilev      |
| 68 kg    | Fevzi Seker           | Georg Schwabenland  | Abdullah Magomedov |
| 74 kg    | Nasir Gadschitschanow | Claudiu Tamaduianu  | Valentin Zhelev    |
| 82 kg    | Hans Gstöttner        | Elmadi Dschabrailow | Sabahattin Öztürk  |
| 90 kg    | Wagab Kasibekow       | Gabor Toth          | Kenan Simsek       |
| 100 kg   | Arawat Sabeyev        | Andrzej Radomski    | Mahmut Demir       |
| 130 kg   | Andreas Schröder      | Kiril Barbutov      | Andrei Schumilin   |

#### Lutte gréco-romaine
| Épreuves | Or                | Argent            | Bronze          |
| -------- | ----------------- | ----------------- | --------------- |
| 48 kg    | Sergei Suvorov    | Iliuta Dascalescu | Jozsef Farago   |
| 52 kg    | Jon Rønningen     | Oleg Kucherenko   | Valentin Krumov |
| 57 kg    | Patrice Mourier   | Andras Sike       | Rifat Yildiz    |
| 62 kg    | Gennadi Atmakin   | Jenö Bodi         | Ryszard Wolny   |
| 68 kg    | Islam Dugushiev   | Petrica Carare    | Ghani Yalouz    |
| 74 kg    | Torbjörn Kornbakk | Tuomo Karila      | Jaroslav Zeman  |
| 82 kg    | Thomas Zander     | Sergei Nasevich   | Todor Angelov   |
| 90 kg    | Pavel Potapov     | Marek Kraszewski  | Tibor Komaromi  |
| 100 kg   | Anatoli Fedorenko | Maik Bullmann     | Andrzej Wronski |
| 130 kg   | Aleksandr Karelin | Rangel Gerovski   | Ioan Grigoraş   |

## Tableau des médailles
| Rang | Nation               | Or | Argent | Bronze | Total |
| ---- | -------------------- | -- | ------ | ------ | ----- |
| 1    | Union soviétique     | 9  | 4      | 3      | 16    |
| 2    | Allemagne de l'Est   | 2  | 2      | 2      | 6     |
| 3    | Allemagne de l'Ouest | 2  | 2      | 0      | 4     |
| 4    | Bulgarie             | 1  | 3      | 5      | 9     |
| 5    | Roumanie             | 1  | 3      | 1      | 5     |
| 6    | Turquie              | 1  | 0      | 3      | 4     |
| 7    | France               | 1  | 0      | 1      | 2     |
| 8    | Suède                | 1  | 0      | 0      | 1     |
| 8    | Norvège              | 1  | 0      | 0      | 1     |
| 8    | Yougoslavie          | 1  | 0      | 0      | 1     |
| 11   | Hongrie              | 0  | 3      | 2      | 5     |
| 12   | Pologne              | 0  | 2      | 2      | 4     |
| 13   | Finlande             | 0  | 1      | 0      | 1     |
| 14   | Tchécoslovaquie      | 0  | 0      | 1      | 1     |